# MGM-51橡樹棍反坦克導彈
福特MGM-51「橡樹棍」（英語：MGM-51 Shillelagh，發音為she-LAY-lee）是一系列由美国武器製造商航空中子公司與马丁·玛丽埃塔所生產、設計上用以從傳統火砲發射的红外线信號鏈路制導式炮射式反坦克导弹系統。
MGM-51最初擬定成為1960年代和70年代裝甲戰車的短程、中程和遠程武器系統當中的中程部分，以便在不使用更大的火砲的情況以下擊破未來的裝甲。但在當時的事實證明，研發一款能夠可靠地發射砲彈和導彈的系統證明不單複雜，而且在很大程度上並不可行。
它最初是為僅達到實驗階段但從未獲大量生產的MBT-70主力戰車而研發，以及用作最顯著的M551「謝里登」輕型戰車的主要武器，但是導彈系統並未發配給在越南服役的部隊，並且在1996年退役。它亦被用於M60A2「星艦」主戰坦克以上，直到於1981年逐步淘汰。最終，生產的88,194枚導彈當中只有少數在戰役當中被射出，而該美國制式反坦克導彈系統亦在很大程度以上被其後、從1970年開始生產的BGM-71「拖」式所接替。由於有線制導和管式發射器被證明更為簡單，「拖」式已經實戰裝配到國際40支武装力量，15,000輛地面、輕型和裝甲車輛，以及直升機平台以上。而且20世紀末至21世紀初的主戰坦克已經採用了經過改進的常規100—125毫米坦克炮和彈藥，並且有效地針對敵人的裝甲威脅。當前苏聯設計師研發出炮射導彈之時，美國和北約亦正在研發制導式坦克砲彈。
該系統的名稱來自爱尔兰的傳統木製棍棒。

## 背景
隨著第二次世界大战期間装甲厚度的迅速增加，即使是第二次世界大戰時期最大型的反坦克炮所發射的砲彈打擊以下，坦克仍然越來越能夠存活下來。儘管新一代的坦克炮，特別是英國製105毫米口徑皇家兵工廠L7坦克炮，能夠應對更新型的坦克，但在另一世代所需的火炮而言卻顯得過大而不設實際。
為了克服這種潛在的困難，1950年代，美国陆军開始傾向於使用高爆反坦克彈或是锥形装药彈頭。錐形裝藥的貫穿力並不取決於炮彈的速度，因而使得可在較低的速率之下，以更為輕便的火砲發射砲彈。它倆在圆直径較大以下亦能夠更為優良地工作，而大直徑低初速火炮是一款可以安裝在輕型或中型車輛以上的優秀突擊砲。然而，炮彈的低速會導致距離較遠的目標難以瞄準。美國陸軍因而試圖通過研發出裝有锥形装药、而且準確度超過數百碼的制導彈藥——导弹以克服這個問題。

## 研發
1958年，美國陸軍認為其現有的知識足以開始使用裝有高爆反坦克彈頭的導彈；然後到了1959年6月，斯佩里和福特航空中子被要求設計彈藥用以填補較短距離的角色。福特贏得了合同並開始了XM13的相關工作。1960年，他倆在第一次試射當中發射導彈；然後1964年，開始了少量生產。當時，該導彈被稱為MGM-51A。與該型號相應的訓練彈藥被稱為MTM-51A。
在當時而言，其基本系統可是非常先進。導彈彈體是由一根長管所組成，在後端裝有折疊式翼片，它是從新型的M81火炮推出，並在尾部裝有小型裝藥。當飛出火炮以後，尾翼就會展開，而且發動機點火。為了防止導彈在火炮以內由於膛線而旋轉，在線膛炮的直陰膛線當中裝有一道小“鑰匙”。瞄準導彈很簡單；炮手將其瞄準具簡單地保持在目標以上，而瞄準系統中的電子設備會以光學手段跟踪導彈，並且藉由红外线鏈路（類似於电視的遙控）發送校正。一般來說，炮手能夠達到極佳的命中率。
由於該系統如此的先進，「橡樹棍」的發展充滿了問題。福特航空中子公司低估了設計一款先進的導彈的任務複雜性，並且導彈的推進劑、點火器、跟踪器和紅外指揮鏈路都存在著重大問題。

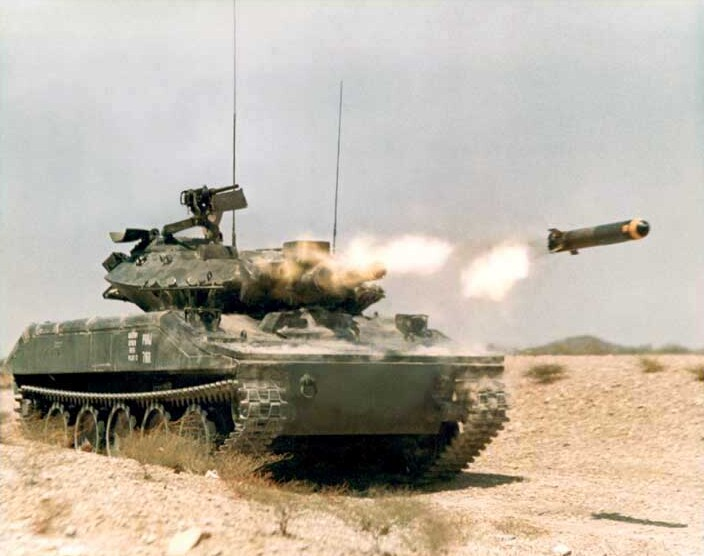
MGM-51「橡樹棍」從M551「謝里登」射出的一瞬間。

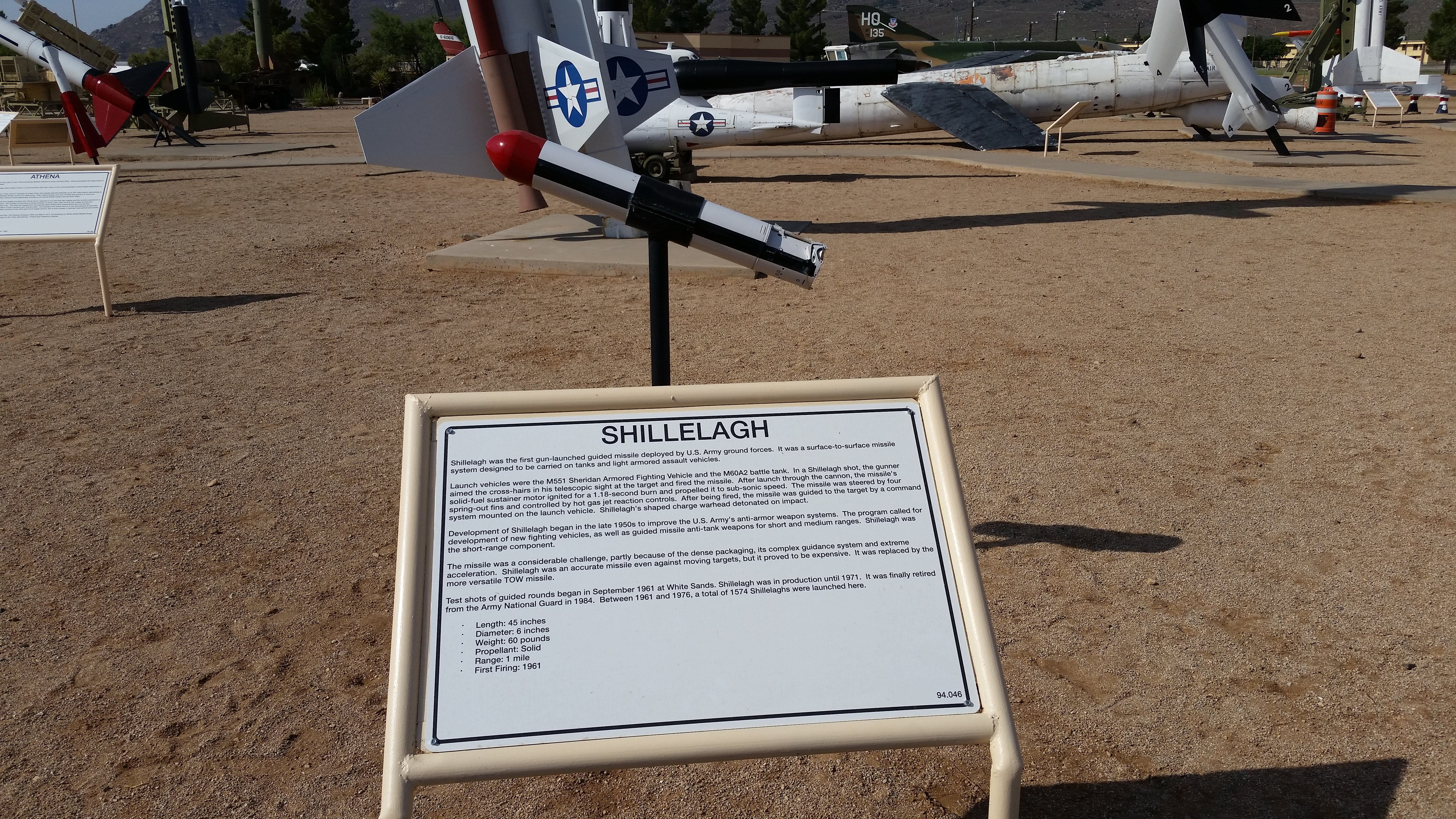
白沙导弹靶场博物館展出的MGM-51「橡樹棍」

## 使用平台

### M551「謝里登」
M81／MGM-51「橡樹棍」首先安裝在M551「謝里登」空降式輕型戰車以上。「謝里登」是一款鋁合金製造裝甲的輕型裝甲戰鬥車輛，設計用於空中運輸，並且為空降兵提供反坦克支援。1966年，美國陸軍開始迫使威斯特摩蘭上將調動坦克到南越，但被他所拒絕；而且他聲稱，如無主砲彈藥的話，「謝里登」基本上只不過是達到300,000美元的机槍平台。1968年，152毫米主砲的彈藥終於可供使用，M551「謝里登」才於1969年1月部署到南越作戰。在越南戰爭當中，「橡樹棍」導彈並無證明是一個問題：它們並沒有被使用。
「謝里登」的152毫米主砲用於越南的作戰行動當中，但事實證明很麻煩。152毫米無殼彈的可燃彈殼並未得以完全燃燒，需要複雜而緩慢的氣體驅動掃氣系統。如果車輛被擊中，它倆也有可能會被引爆。火炮射擊時所產生的後座力甚至大到會導致坦克上精密的導彈擊發電子設備發生故障。這些問題加上缺乏合適的目標，導致「謝里登」並無有復雜的導彈系統的情況下才部署到南越。
「橡樹棍」比傳統的炮彈要大得多，因此只能攜帶少量的「橡樹棍」。典型攜彈量包括僅僅9枚的導彈加上20發的M409高爆反坦克彈，用於短程用途。此外亦證明，導彈的最小射程很遠。由於載具本身的佈局，直到距離載具800碼（731.52）、即可以開始制導導彈的距離以前，後者才進入火炮／跟踪系統的瞄準具。由於其最大射程約為2,200碼（2,011.68），因此該系統只能在相當狹窄的作戰距離範圍以內才有效。
雖然2,200碼（2,011.68）的最大射程是可以接受的事，可陸軍認為它可以、而且應該得到改善。1963年，福特獲得了研發更遠打擊距離版本的合同，並且在明年帶回了稍大的設計。翌年5月，開始了新型的MGM-51B（與該型號相應的訓練彈藥MTM-51B）的試射，並於1966年10月開始生產。除了導彈的變化外，火炮亦進行了修改。在測試當中發現M81線膛炮以內的鑰匙凹槽的壽命不超過100發，有時僅在發射數發砲彈以後就出現開裂。經過進一步的研究以後，選擇了一款裝有凹槽較淺和新型炮管的版本，創建了M81E1／MGM-51C（相應的訓練彈藥則是MTM-51C），壽命增至200發。
新型導彈長約45英寸（1,143.00），直徑約6英寸（152.40），重60英磅（27.22）。 它一直生產直到1971年，到那時已經生產了88,000枚，可能是因為預期主戰坦克（以下）使用。1991年1月和2月，在沙漠風暴行動（伊拉克／科威特）期間，向地堡發射了接近半打導彈。這是該導彈系統唯一一次在實戰中擊發出來。

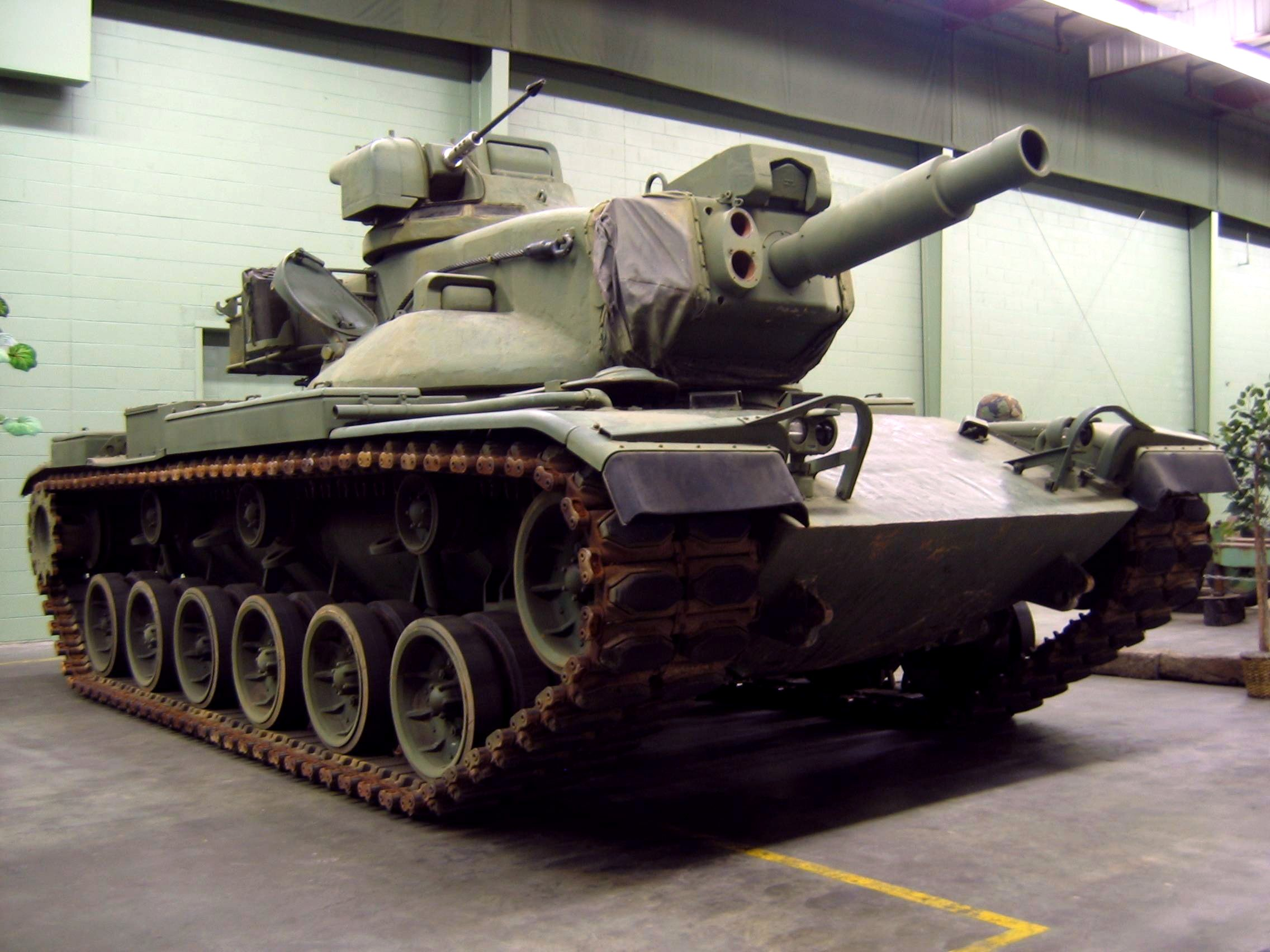
2006年7月，在弗吉尼亞州丹維爾的美國裝甲基金會博物館展出的M60A2「星艦」。

### M60A2“星艦”
即使有問題，該系統也證明它可讓空降坦克用來摧毀主戰坦克。可它是否可以解答其用作所有坦克的主要武器的原始角色的問題仍然存在。最初在1960年代開始，陸軍就為現有的M60「巴頓」坦克研發一款裝有短炮管、而且剖面輪廓較矮的砲塔；但直到1971年，當系統的主要問題得到解決之時才下達交付訂單。1974年，配備了「橡樹棍」的M60A2正式投入使用，但受到可靠性問題的影響所妨礙，並於1980年被逐步淘汰。其最終版本：M60A3搭載的是與M60A1相同的105毫米主炮和砲塔。

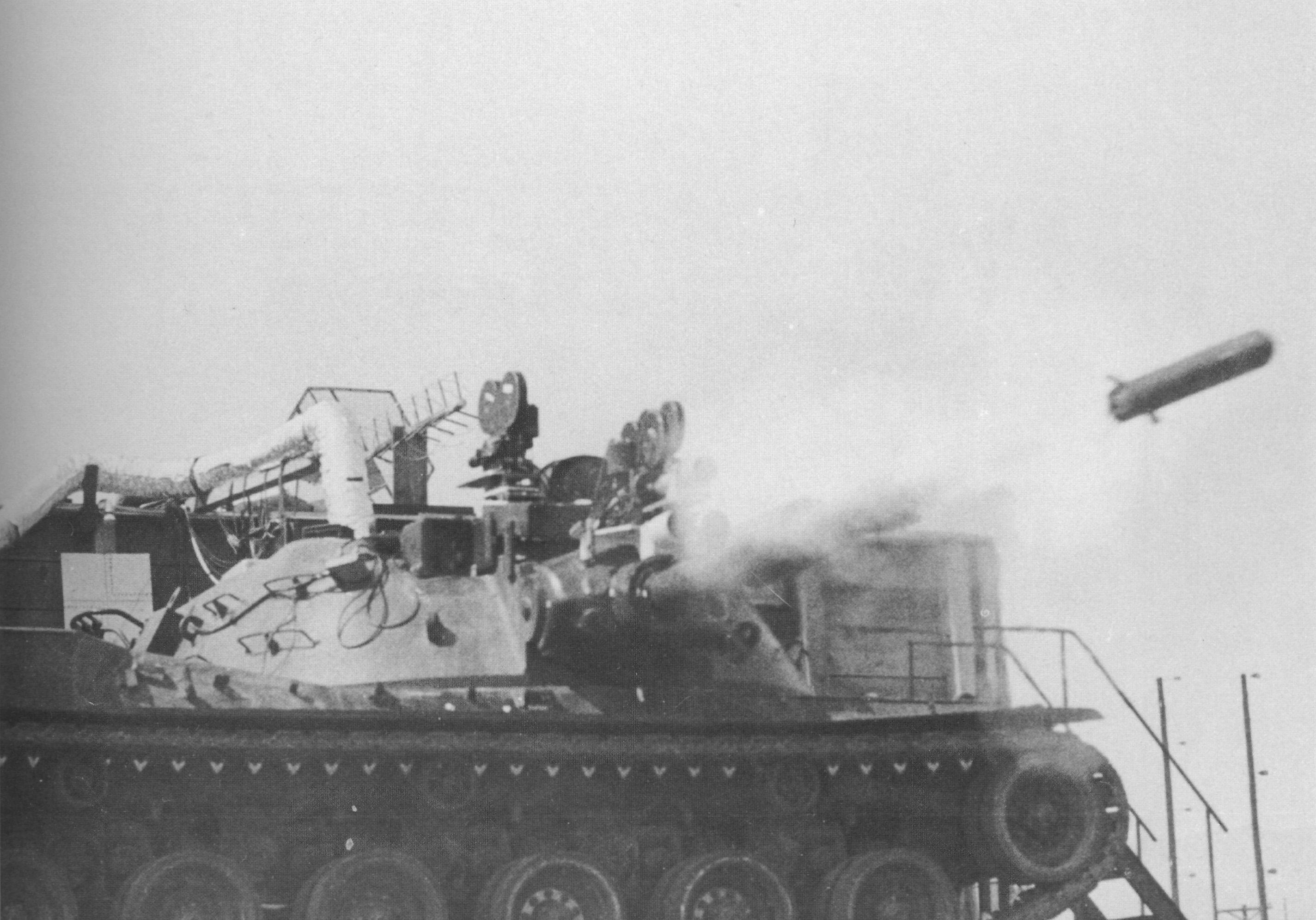
試射MGM-51的MBT-70原型車

### MBT-70
基於「橡樹棍」的最雄心勃勃的項目是MBT-70，一種先進的美—德（西德）兩國製坦克。MBT-70的設計工作始於1963年。內建有一台巨大的自動裝彈機的坦克砲塔就裝設在一個非常短小的底盤以上，亦由於如此狹小而導致於前車身沒有足夠容納駕駛艙員的空間。由於這傳統位置不可使用，駕駛員與其他乘員一起置於砲塔以內，並且坐在會自動旋轉、如沖天爐般的獨立艙室以內，使得其視線永遠面向前方。主炮亦是一款新型的長管設計型XM-150，它將射程和性能擴展到了也可有效地發射彈托式炮彈（尾翼穩定脫殼穿甲彈）的程度。然而，該項目被一拖再拖，而且到了1969年的估計，其單位成本已升至五倍。德國撤出了該項目。陸軍提出了該系統的“減配”版本XM-803，但是國會在1971年11月取消了它。後者在翌月啟動了M1「艾布蘭」計劃並且向其發放了經費。M1設計採用了傳統的火炮。

## 其他
蘇聯KBP儀器設計局研發了一種類似的、由125毫米火砲所發射的9M119（代號眾多，包括「反射」「斯維里」「殷鋼」；北約代號：AT-11「狙擊手」）炮射導彈。它利用激光乘波導引系統和串聯式彈頭以擊破T-72M、T-80和T-90主戰坦克以上使用的爆炸反應裝甲。
以色列亦研發了拉哈特反坦克飛彈，可以西方標準皇家兵工廠L7 105毫米線膛砲和莱茵金属120毫米滑膛炮所發射。拉哈特亦配備了半主動激光導引裝置和串聯式彈頭，相應的梅卡瓦MK IV將拉哈特用作標準配備功能，可配備用以制導導彈的激光瞄準裝置和引信調節裝置。它幾乎可搭載在所有西方坦克型號以上使用。

## 資料來源
1. 1 2 3 4  .   [2019-05-14]. （原始内容存档于2015-11-07）.
2. ↑  . Designation-systems.net. 2002-06-16  [2015-11-21]. （原始内容存档于2018-12-30）.
3. ↑  Christensen Allan R, et al., TETAM Model Verification Study. Volume II. Modified Representations of Intervisibility
4. ↑  R.P.Hunnicutt. Abrams. A History of the American Main Battle Tank, Vol. 2. — Presidio Press, 1990. ISBN 0-89141-388-X
5. ↑  Russian ATGMs （页面存档备份，存于）.
6. ↑  Cagle, Mary T., History of the TOW Missile System, OCT 1977
7. ↑  .   [2019-05-14]. （原始内容存档于2019-10-11）.
8. ↑  Starry p. 142
9. 1 2 3 4  Starry p. 143

## 外部連結
- （英文）—Ford M13/MGM-51 Shillelagh - Designation Systems （页面存档备份，存于）